# Hofkapelle (Friesenhof)

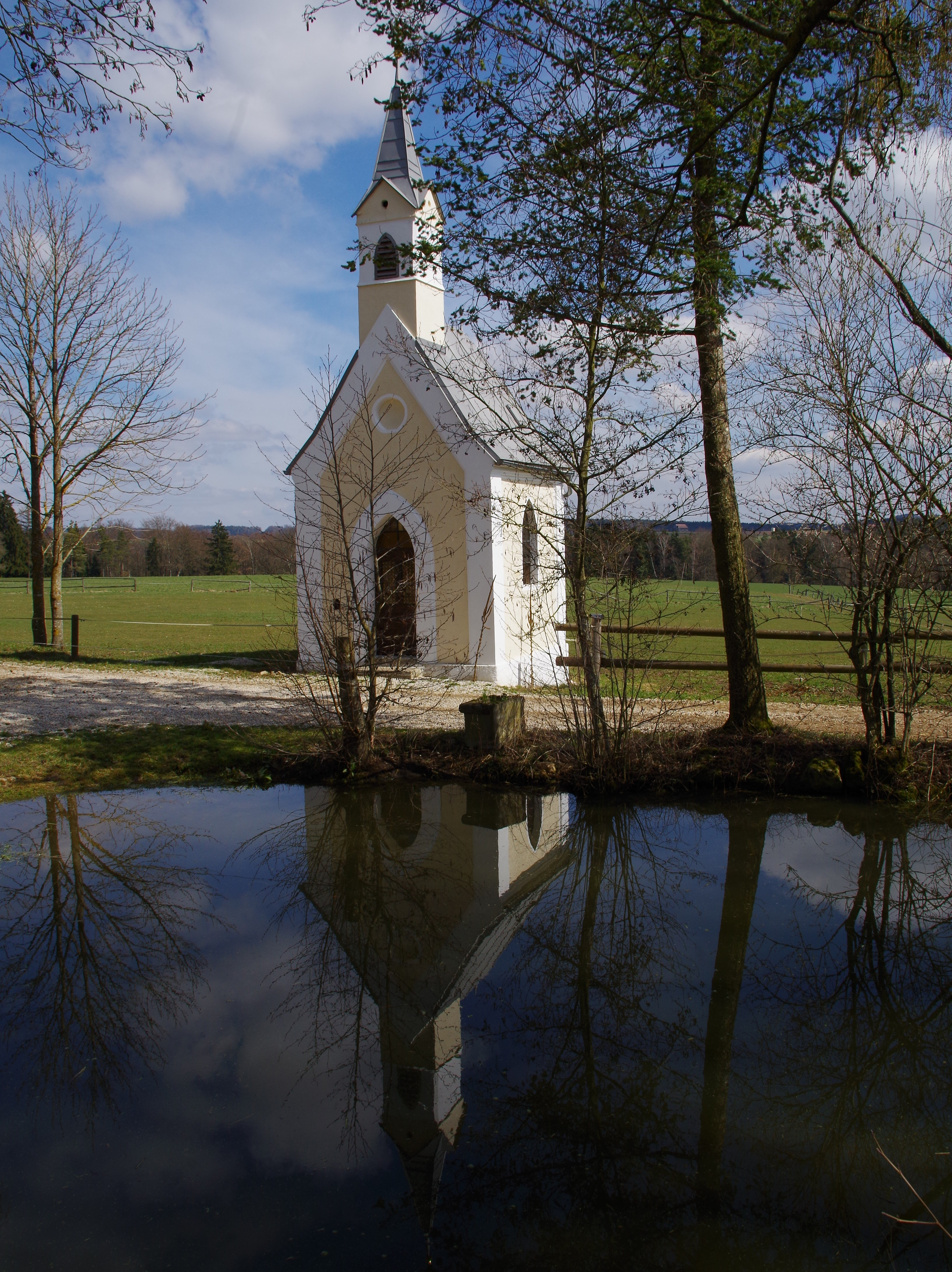
Hofkapelle in Friesenhof

Die Hofkapelle ist eine Kapelle in dem Ortsteil Friesenhof in Beratzhausen Landkreis Regensburg. Sie steht unter Denkmalschutz und wurde im Jahr 2014 mit der Denkmalschutzmedaille ausgezeichnet.

## Denkmal
Es ist unter der Akten Nummer: D-3-75-118-23 in der Bayerischen Denkmalliste des Bayerischen Landesamtes für Denkmalpflege (BLfD), mit dem Wortlaut: Hofkapelle, Giebelständiger Saalbau mit eingezogener Apsis, Krüppelwalmdach und Dachreiter mit Spitzdach, neugotisch, 1904; mit Ausstattung eingetragen. Es ist auch in der Liste der Baudenkmäler in Beratzhausen verzeichnet.

## Lage
Das Gebäude befindet sich im Weiler Friesenhof, Gemarkung Haag, Gemeinde Beratzhausen. Es ist reich ausgestattet.

## Geschichte
In den Jahren 1903 und 1904 wurde die Hofkapelle errichtet.

Die Pfarrkirchenverwaltung forderte zur Hinterlegung 400 Goldmark, um den langfristigen Erhalt zu sichern. In den letzten Jahren verfiel das Gebäude trotzdem. Das Dach wurde undicht und das eindringende Wasser führte zu schweren Schäden.

## Sanierung

### Gebäude
Im Jahre 2011 begann die Sanierung des Gebäudes. Schwere Schäden wurden am Dachtragwerk, Fußboden, Mauerwerk, Putz und Ausmalungen und an der Statik gefunden. Gut erhaltene Bereiche wurden restauriert, die Fenster, die Türe und der Fußboden, Dachstuhl und die Dachdeckung wurden repariert. Verlorene Putze wurden durch Putz in gleicher Struktur ersetzt.

### Altar
Der Hochaltar der Hofkapelle war ausgelagert. Er wurde restauriert und wieder im Chor aufgestellt. Der zweiflügelige Altar zeigt in der Mitte die Mutter Gottes mit Jesuskind, auf dem einen Flügel den St. Florian und auf dem anderen Flügel den St. Leonhard.